# Peineta

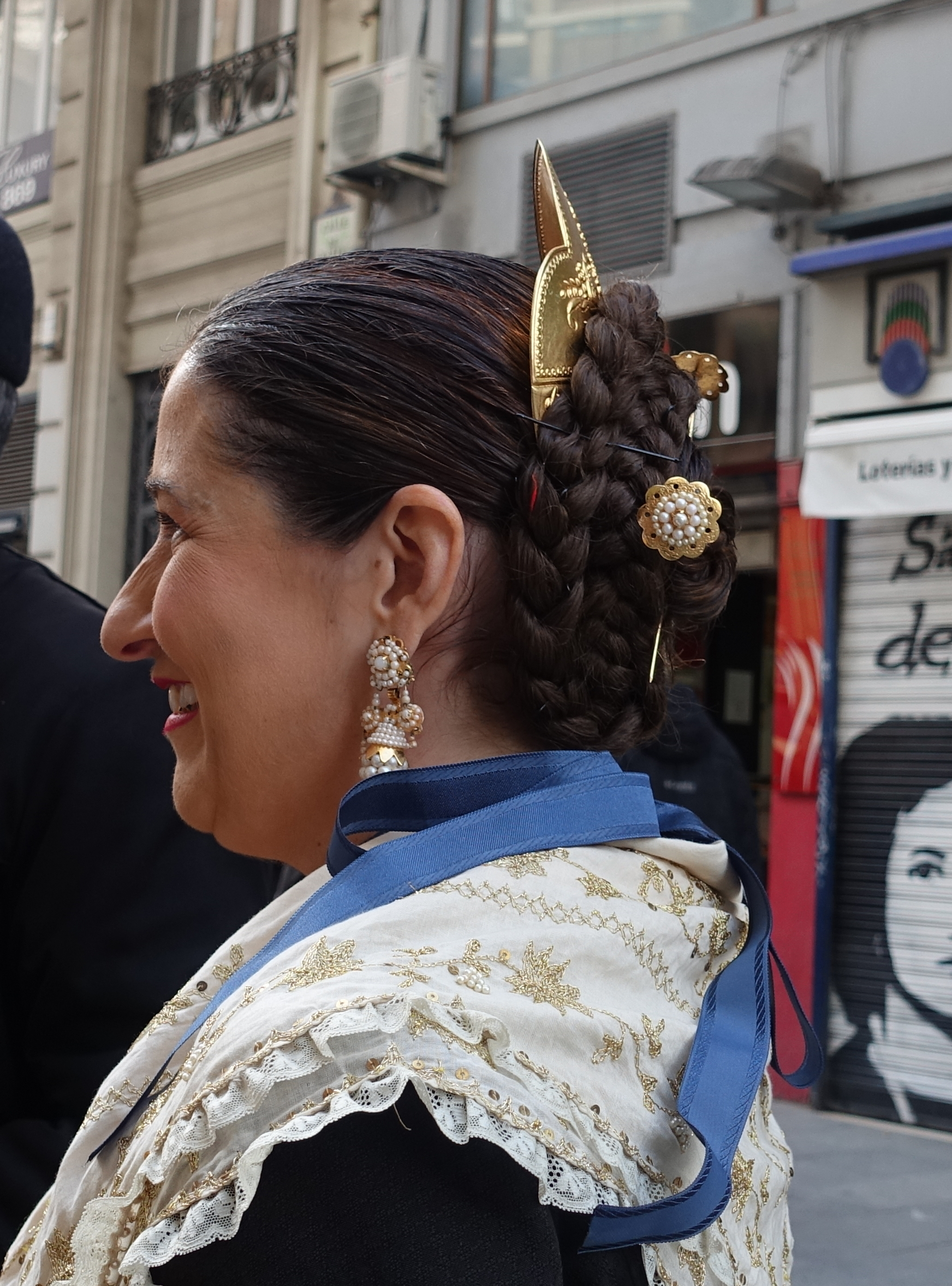
Vrouw met een peineta, Valencia, 2025

Een peineta is een haarsieraad voor vrouwen in de vorm van een versierde kam, die met de rij tanden in het haar wordt gestoken. De naam is afkomstig van het Spaanse 'peinar,' kammen, dat ontleend is aan het Latijnse woord 'pectinare.'

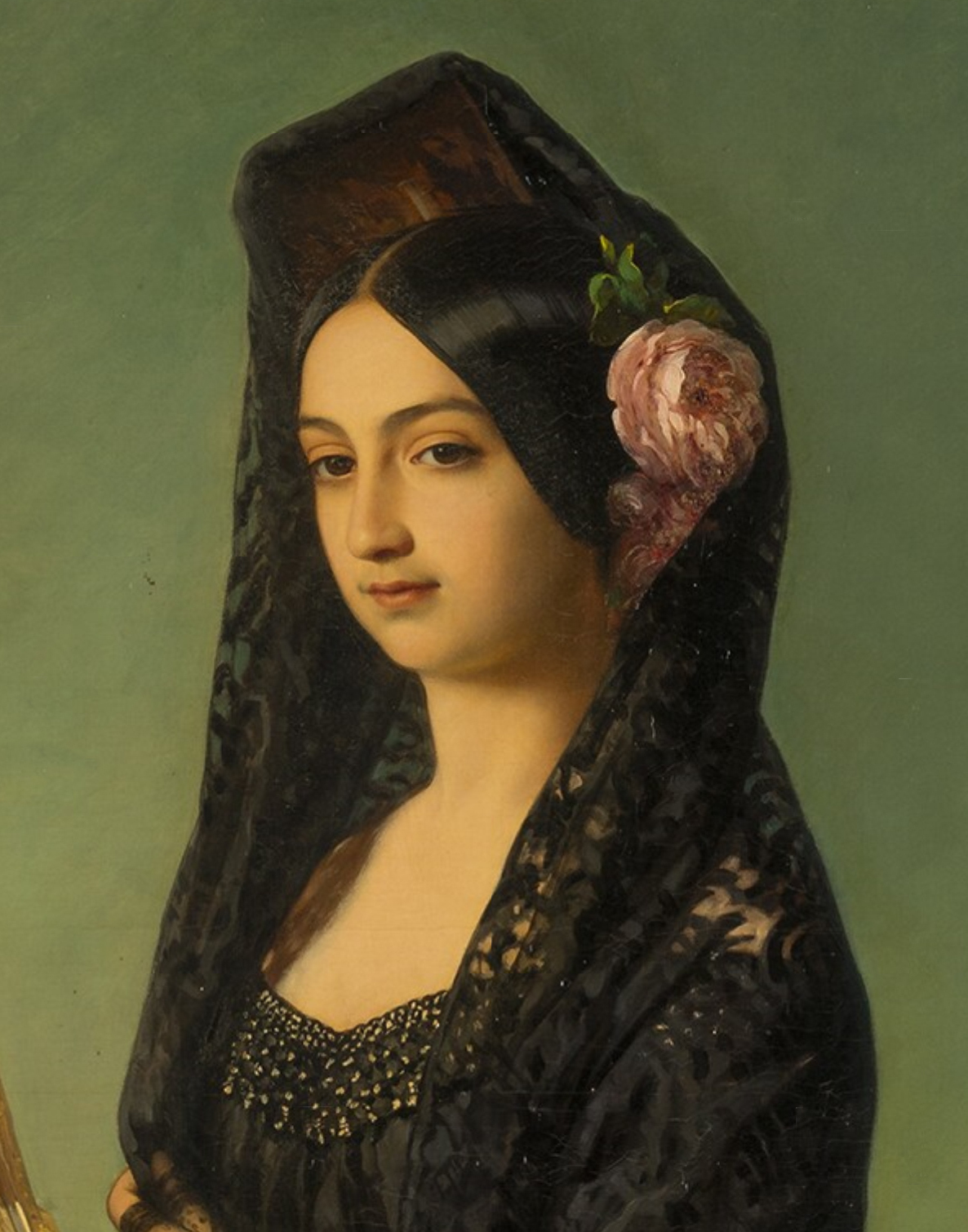
Portret van Luisa Fernanda van Spanje met een peineta onder een zwarte sluier

Het sieraad wordt meestal onder een sluier (mantilla) of kanten doek gedragen die het hoofd bedekt. Het dragen van een peineta is een traditie in Spanje en andere Spaanstalige landen. 
Het haarsieraad bestaat uit een bol gedeelte met daaronder tanden waarmee het in een knot van het haar wordt gestoken. De peineta werd voorheen wel gemaakt van schildpad, maar in de huidige tijd worden synthetische materialen zoals acryl of plastic gebruikt.

## Geschiedenis
Vrouwen hebben vanaf prehistorische tijden haarspelden en kammen gebruikt om het haar bij elkaar te houden en te versieren. Er zijn echter aanwijzingen dat het sieraad op het Iberisch Schiereiland al in de 5e eeuw v.Chr. werd gebruikt en in andere gebieden vanaf de 17e eeuw. 
In Valencia werden in de 18e en 19e eeuw veel Peinetas gedragen, die gemaakt werden van zilver, al dan niet verguld. Het boven het haar uitstekende bolle gedeelte werd versierd met plantenmotieven, geometrische motieven of wereldse figuren (zonder religieuze symboliek). De peneita werd daar ook gedragen zonder de bedekkende mantilla.
Tussen het midden van de jaren twintig en het midden van de jaren dertig van de negentiende eeuw werd de mode voor het toen nieuwe type hoofdsieraad, bekend als peinetón — afgeleid van de Spaanse peineta — wijdverbreid onder dames uit de elite in Buenos Aires en Montevideo. Peinetones werden daar steeds groter, tot wel een lengte van 120 centimeter in hoogte op het hoogtepunt van hun populariteit.
Tegenwoordig wordt het vooral gebruikt tijdens speciale gelegenheden, zoals bruiloften, stierengevechten, processies tijdens de Goede Week (voor Pasen) en bij traditionele uitvoeringen van flamencomuziek.  

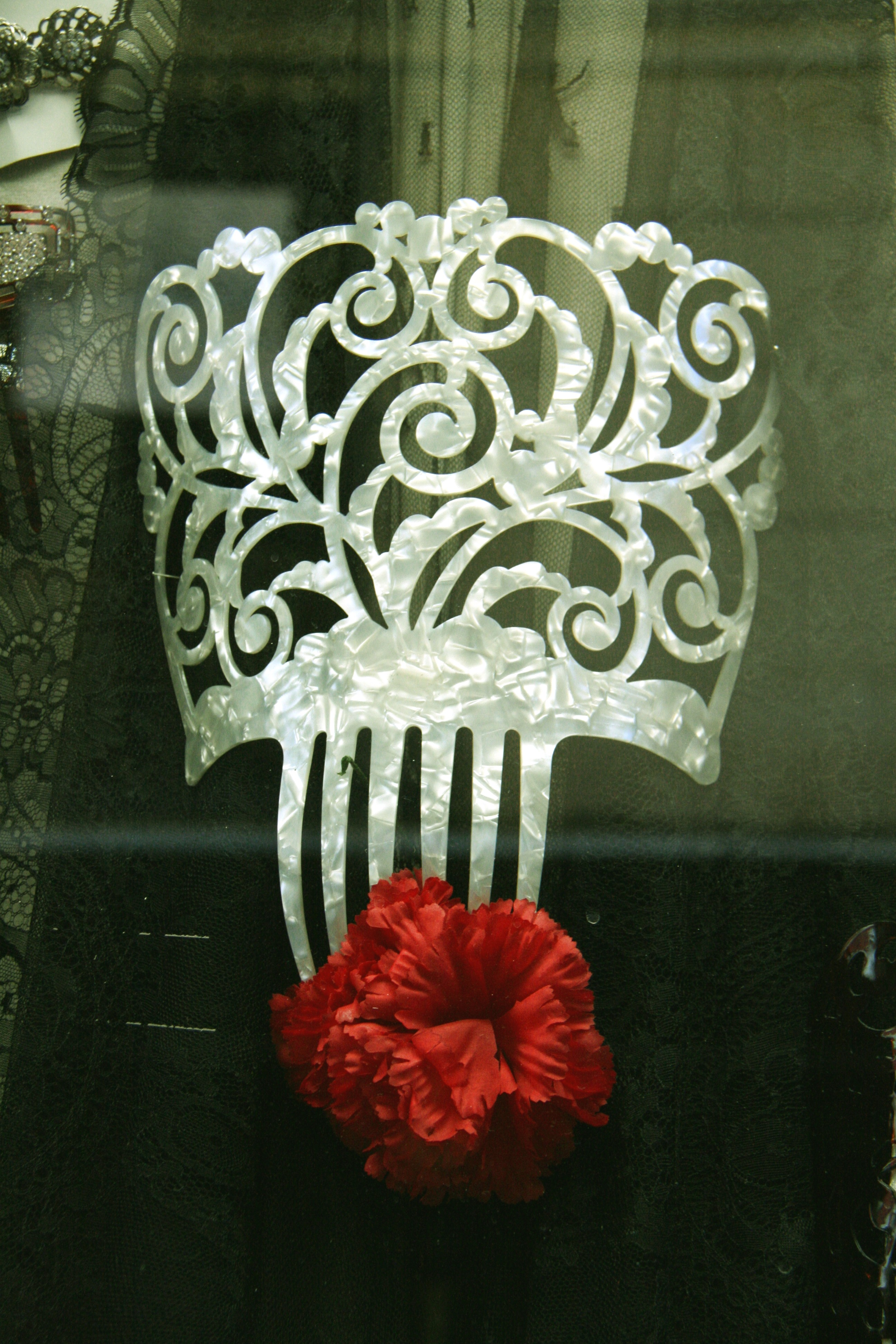
Peineta van Parelmoer
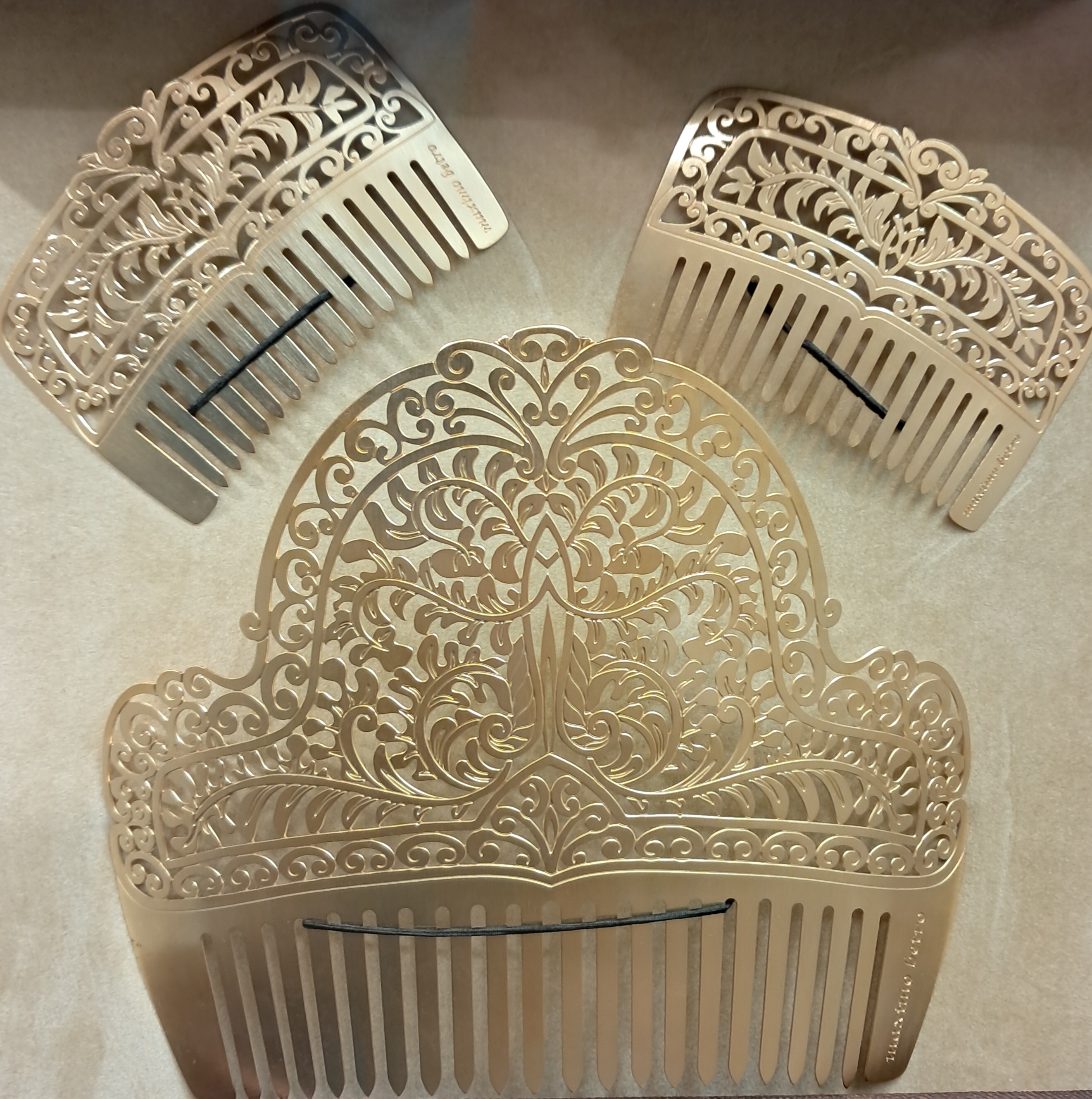
Peineta en twee kammen in een winkel in Valencia, 2025
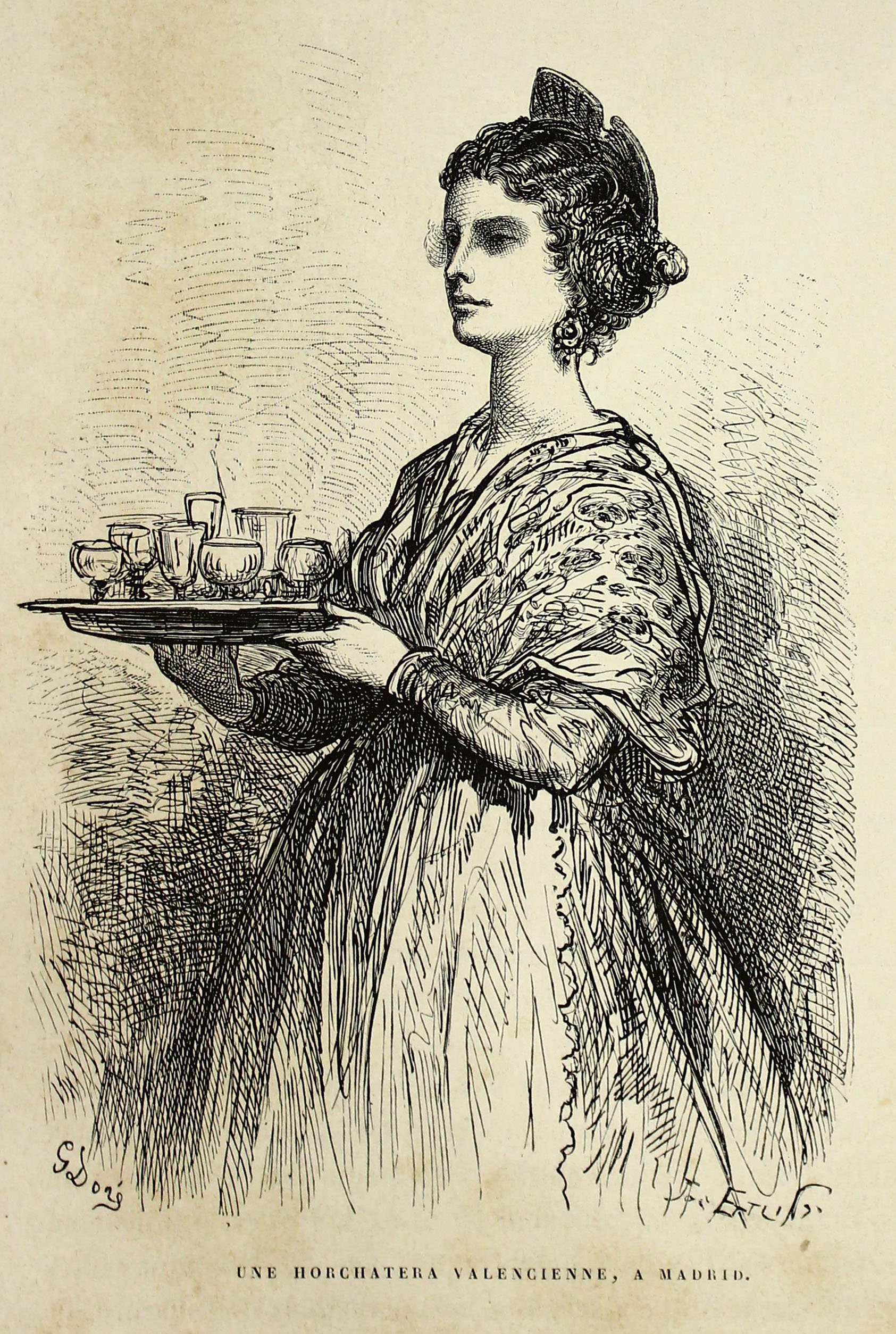
Een vrouw uit Valencia met de Spaanse drank Horchata. In het haar een Peineta. Gravure uit 1874 door Jean Charles Davillier.